# ХК Нефтяник (Лениногорск)
Хокеен клуб „Нефтяник“ е отбор по хокей на лед от град Лениногорск, Автономна република Татарстан, Русия.

## История
Клубът е основан през 1961 година. През януари 1968 година неговият отбор става шампион на Татарстан. В периода от 1968 до 1982 година играе в първенството на Русия (клас Б), като през сезон 1976/1977 печели бронзов медал. През 1982 година първенството в клас Б е закрито и отборът продължава в първенството на Татарстан.

## Известни играчи
| - Максим Березин (2008−2009) - Денис Франскевич (2002−2003) - Олег Губин (2000−2002) - Артурас Катулис (2004−2005) - Максим Майоров (2006−2007) | - Андрей Макров (2001−2003) - Радик Закиев (2004−2005) - Яков Селезньов (2006−2007) - Иля Соларьов (2001−2002) |